# Centro de Naturaleza y Jardín Botánico Shangri La
El Centro de Naturaleza y Jardín Botánico Shangri La (en inglés: Shangri La Botanical Gardens and Nature Center ), es un jardín botánico y zona natural preservada de 252 acres ( con casi 1 km²) de extensión, de administración privada, situado en Orange, Texas, Estados Unidos.

## Localización
Shangri La Botanical Gardens and Nature Center, Orange, Orange County, Texas TX 77251 , United States of America-Estados Unidos de América.
El jardín está abierto todos los días del año y se paga una tarifa de entrada.

## Historia
H.J. Lutcher Stark comenzó el trabajo en Shangri La en 1942. Su primer jardín de azaleas se abrió al público en 1946, pero a mediados de la década de 1950 fueron destruidas por el mal tiempo muy frío. El área fue cerrada al público y mantenida posteriormente a un nivel muy limitado. Entonces fue legada por Nelda C. Stark a la fundación "Nelda C. and H. J. Lutcher Stark Foundation" (establecida 1961), que ha estado trabajando para restaurar el jardín botánico y para crear un centro de naturaleza.
Se abrió en la primavera del 2008 para cerrarse otra vez durante casi seis meses debido a los graves daños del huracán Ike (sept. de 2008) y fue abierto de nuevo al público el 7 de marzo de 2009.
"Shangri La Botanical Gardens and Nature Center" es el primer proyecto en Texas y el 50.º proyecto en el mundo en ganar « U.S. Green Building Council's Platinum certification for LEED-NC » ( Concejo del Edificio Verde EE. UU., certificación del platino para LEED-NC) el diseño y la construcción de Shangri La, superaron las normativas medioambientales más altas existentes para edificios y su funcionamiento.

## Colecciones
Shangri La contiene un bosque mixto de hojas caducas, el pantano del tupelo, un bosquete del ciprés de los humedales, y un gran lago.
Muchos de sus árboles fueron dañados o destruidos al paso del  huracán Rita en septiembre del 2005.
El jardín botánico formal contienen más de 300 especies de plantas en cinco secciones, así como cuatro espacios de esculturas.
Adyacente al jardín botánico hay una zona acondicionada con observatorio para pájaros que permite que los visitantes observen sin molestarlas, el lugar donde anidan y crían las garzas de Shangri La.